# 泰勒·洛納
泰勒·丹尼爾·洛納（英語：Taylor Daniel Lautner，pronounced /ˈlaʊtnər/，LOWT-ner，1992年2月11日—），是一名美國男演員和模特兒。年少時於密西根州及荷蘭當武術演員，並在美國空手道體育協會他的類別當中排名第一，隨後便開始他的銀色事業。他因為在史蒂芬妮·梅爾的同名小說改編《暮光之城系列》電影中飾演雅各·布雷克一角而得名。

## 早期生活
泰勒在1992年2月11日出生於美國密西根州激流市，他是集合美國白人、德國、法國、荷蘭的混血兒，並指他擁有土著渥太華人及波多沃米人母系血統，他的父母是Daniel Lautner與Deborah Lautner。他的父親是中西部航空公司的一名飛機師，而母親在一家軟件開發公司內工作，並有一個妹妹叫Makena，他們一家都是信奉羅馬天主教。
泰勒於密西根州哈德遜維爾長大，那裡是激流市的一個小鎮。他6歲開始學習空手道，並且在比賽中贏得不少獎項。一年後他參加在美國肯塔基州路易斯維爾舉行的國際空手道錦標賽，在那裡遇到極限武藝的始創人Michael Chaturantabut，他邀請泰勒到位於洛杉磯的加州大學的一個日營。泰勒跟她訓練了好幾年，8歲已贏得黑腰帶，並贏了多項世界青少年錦標賽。他稱自己小時候因為是演員的關係，在學校經常被欺負，他評論說：「我不得不告訴自己， 我不能讓這個擊倒我，這個是我喜歡做的事，並且我將會繼續這樣做。」
2003年，11歲的泰勒已是黑帶級選手，參加NASKA's Black Belt Open Forms，以音樂武器、傳統武器和傳統形式獲得世界排名第一位；同年於電視頻道ESPN轉播的ISKA空手道比賽中，後來他在體育節目《廉價座位》中諷刺該比賽，節目於2006年播出；12歳的時擁有Junior世界選手冠軍，後來他的教練建議他去洛杉磯試鏡Burger King的廣告，因此而他開始了他的演藝生活。
泰勒在加州瓦倫西瓦的公立學校就讀，直到他高中二年級，初中的他除了參與空手道，還參與棒球及Hip-hop舞蹈，贏得「最佳微笑獎」，他還有在參與學校的土耳其碗美式足球活動。
Chaturantabut曾經在《恐龍戰隊》中飾演藍戰士，他建議泰勒去飾演這角色。幾年後，泰勒跟家人接到中介人通知需要從密西根州飛到洛杉磯試鏡，並試過一日內多次來回激流市的學校上課。泰勒嘗試在學校平衡學習空手道、足球、棒球隊與演戲的時間，但已佔有了爵士與Hip hop舞蹈的時間，無奈被迫放棄。後來由於減少往返加州與密西根州的舟車勞頓，和為了方便他能專心演出的關係，10歲後的泰勒與家人試試搬到加州，2002年決定定居加利福尼亞州的聖塔克拉利塔。
泰勒年少時於密西根州及荷蘭當武術演員，並在美國空手道體育協會他的類別當中排名第一，隨後便開始他的演艺事業。

## 演藝生涯

### 2001-07: 事業早期
泰勒搬到洛杉磯一個月後，他開始出現於一些電視和電影的小角色，以及一些商業廣告。2001年，他於電視電影《絕命複製人》中演出。他同样是一位非常著名的配音演员，接著他於《原野奇兵》中聲音演出。然後於2003年的《伯尼麥克秀》、《我的妻兒》和《夏日樂園》演出。稍後，泰勒再獲聲音演出機會，於動畫《史酷比》、《幻影丹尼》和《太空英雄鴨》。
2005年，自從在加拿大回來後，泰勒於《鯊膽小英雄》得到他第一個突破的角色，飾演劇中小時候的Kismet而開始受注目。
。他為了拍攝電影在德克薩斯州奧斯汀待了三個月，電影得到影評人的負面評價，也總算是一個國際上的小成功，然而，他於青年藝人獎2006中獲得「最佳劇情片男主角」。至於電影上，導演羅拔洛迪格斯得知他豐富的武術訓練後，讓他精心編排他自己的所有打鬥場面。幾個月後，他在《一打親上親》為角色Elliot Murtaugh試鏡，於「爛番茄網站被評為2000年代最差的電影之一。雖然開始時不甚順利，但他卻追求著演戲經驗，並享受他的演藝生活。
2008年，泰廠演出電視劇《愛情公司》及電視特輯《他是個惡霸，查理布朗》。兩年後的2010年，他在NBC的短期電視劇《我自己最壞的敵人》，描繪飾演基斯頓史利達的兒子Jack Spivey，《滾石雜誌》杜撰他早期的角色是「受歡迎的小孩、賽馬騎師，或是惡霸」。

### 2008-10: 突破與暮光之城系列
2007年，《暮光之城：無懼的愛》的製片人開始為狼人角色雅各·布雷克尋找合適演員，那是戲中女主角貝拉·史旺的印地安人朋友，電影是暮光之城系列的第一集。2008年1月，在波蘭俄勒岡州舉行了一個公開的選角召集，泰勒事前並沒聽過暮光之城系列的事，但他的經理人極力主張他去嘗試一下。電影早已選定克莉絲汀·史都華為女主角，在試鏡中他跟克莉絲汀試演《吸血新世紀2：新月傳奇》和《吸血新世紀3：月蝕傳奇》的對白，最後他順利獲得這個角色。這齣電影獲得商業上的成功，在MTV電影頒獎禮2009中，泰勒獲提名「男演員突破表現獎」，勝出同片拍檔羅伯·派汀森。

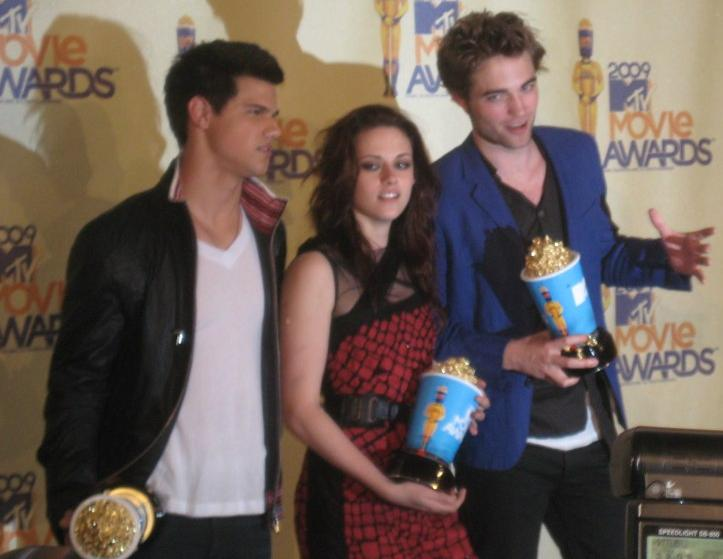
泰勒與《暮光之城：無懼的愛》的拍檔克莉絲汀·史都華與羅伯·派汀森出席MTV電影頒獎禮2009。

最初，導演克里斯·魏茲本想為續集《吸血新世紀2：新月傳奇》的Jacob重新選角，但由於兩部小說中Jacob身體的主要變化，「我們需要一個能夠準確地演繹更魁悟更健碩的雅各·布雷克之演員」。自Jacob的角色愛上Bella並成為狼人後，角色在小說中的作用顯著地增加，使它成為主角。代表魏茲的發言人表示他們全力去重新揀選一個備受矚目的角色，《MTV 新聞》證實魏茲希望邁克·科彭會飾演這角色；然而，頂尖娛樂表示仍未有定案。而泰勒為了保持角色的形象，他廣泛地進行重量訓練，並成功練得增加了約30磅的肌肉。2009年1月，頂尖娛樂跟魏茲宣布，泰勒將繼續在續集中飾演Jacob的角色。在接受記者採訪時，他的拍檔克莉絲汀·史都華談到他的轉變時說：「他的身體跟之前完全不同了。」她後來續說：「因為他的暗黃色的皮膚得到很多關注，但我認為只要電影推出時，人們就會知道這並非他獲得這工作的原因。」拍檔羅伯·派汀森說：「看過泰勒的身形後，我心想『主呀，我要被解僱了！』」在訪問節目《The Wrap》中，魏茲說泰勒理所當然得到很多票房，他指出：「如果你去看這部電影，它應是最弱的票房，因為羅伯·派汀森不是飾演一個很大的角色。」魏茲指泰勒不得不「收起那種懶散，如果他的角色沒有情緒上的表達，不單是身體動作，感染力，這齣電影將不會一炮打響。」泰勒亦因為這個角色贏得第35屆人民選擇獎「最喜愛的突破電影演員」。
雖然直至《吸血新世紀2：新月傳奇》上畫前只推出一部電影，泰勒、克莉絲汀及羅伯搖身一變成為年輕偶像的地位，泰勒被青少年特別推崇為新的粗野特性，使他成為性感象徵，他們三人經常一起出現於許多雜誌及封面。在《吸血新世紀2：新月傳奇》後，泰勒參與另一電影《情人節快樂》演出，跟他當時的緋聞女友，美國鄉謠流行女歌手泰勒絲一起演出，而他飾演Willy Harrington。電影票房收到$213,000,000美元，成為美國第二大浪漫喜劇票房。雖然收到負面評價，但二人仍被提名到《MTV 電影頒獎禮2010》的「最佳接吻」。
泰勒出席《MTV影片音樂頒獎禮2009》及《第82屆奧斯卡頒獎禮》。2009年12月12日，泰勒替《週末夜現場》主持，使他成為該節目紀錄上最年輕的偶像主持人。

### 2010至今: 繼暮光之城系列之后的演艺道路
2010年，《情人節快樂》後，泰勒返回劇組拍攝暮光之城系列第三輯《吸血新世紀3：月蝕傳奇》。電影收到褒貶不一的評論，電影超越系列中的頭兩輯，成為最賣座的暮光之城系列電影，以及美國和加拿大票房最賣座的浪漫奇幻、狼人與吸血鬼電影。它被列為美國及加拿大的第36屆所有時間最高票房的電影。泰勒與拍檔的人氣持續高企，特別舉辦了《Edward隊 vs Jacob隊》的活動來替電影宣傳。而泰勒的影迷已延伸到較年長的觀眾層面，他也因此榮獲《尖叫獎2010》的「最佳幻想演員」，及提名到《第37屆人民選擇獎》。2010年11月，《荷李活速報》命名泰勒為「推/被推」接替荷李活的新「A名單」年輕男演員的其中一位。截至2010年，泰勒被認為是薪酬最高的青少年演員。
在2008年後期，在他為了保持在《暮光之城系列》續集中的角色形象，和他的外表成為了媒體關注的話題，他廣泛地改變自己的體格，大家都看到泰勒逐漸成為青少年偶像和性感的象徵。2010年，他被 《魅力雜誌》選為「2010年最性感男士」的第二位；《人物雜誌》選為「2010年最令人吃驚的人物」的第四位；同年，泰勒被評為好莱坞最高收入的年輕演員。
2011年，泰勒原定替兩部電影演出，分別是《北極光》及以《鋼鐵麥斯》作基礎的電影，但由於檔期的衝突和有更好的待遇而推辭。其他工作計劃包括一齣《彈力男孩》的戲，和人質驚悚片《Cancun》。他在之前拍了《叛諜追擊》，與莉莉·柯林斯再度合作拍攝驚險動作片《在劫難逃》，電影於2011年9月23日發布，據說該片是為泰勒度身訂做的，由經常導演硬派動作電影的好萊塢導演約翰·辛格爾頓執導，但普遍地得到負評，泰勒的表現更受到嚴厲的批評。
2011年至2012年，以超過兩年的時間，泰勒都出現於分拆作兩集的《吸血新世紀4：破曉傳奇上集》及《吸血新世紀4：破曉傳奇下集》中。2011年，他於動作片《在劫難逃》演出。
2013年 他开始拍摄跑酷动作影片《致命追踪》。2015年，他主演的《致命追踪》上映。
2016年，洛納加入影集《尖叫女王》的第二季擔任常駐角色。

## 風格和形象

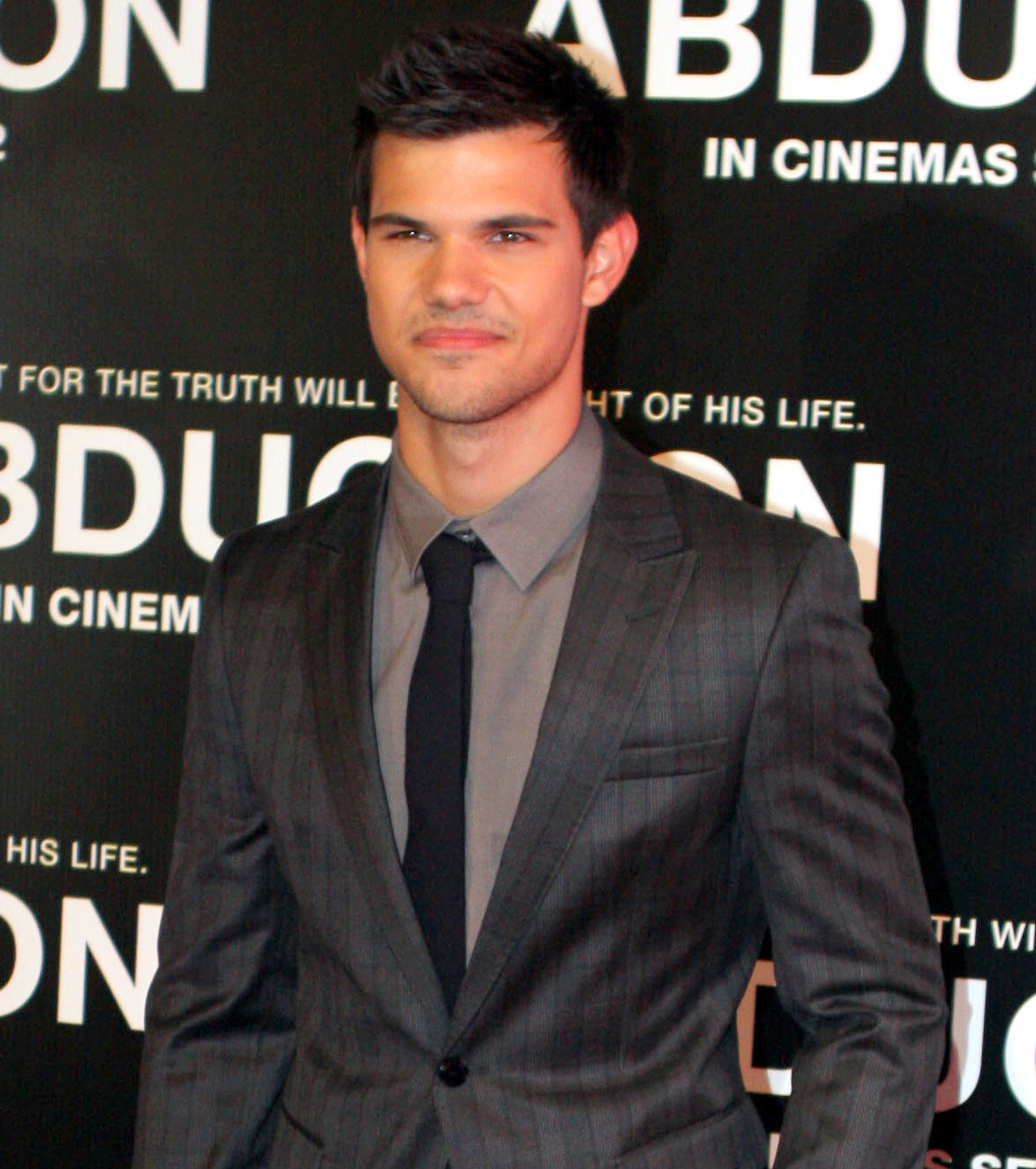
泰勒出席2011年《喋血新世紀》的首映禮。

雜誌如《GQ雜誌》、《滾石雜誌》及《人物雜誌》都指泰勒是一個性感的象徵，後者更稱他是未來流行文化的縮影。他一直被稱為新年輕的成年人明星，他強烈的情感能夠讓女生求愛，和他那種粗獷的靈活使男生留下深刻的印象。根據GQ雜誌Mickey Rapkin所述，泰勒於電影中的體形，一直跟美瑾·霍絲的作品在比較。泰勒在《暮光之城：無懼的愛》後，他的體型有一個很大變化，使他與拍檔姬絲汀·史超域及羅拔·柏迪臣成為小報的青少年偶像。由於泰勒希望在續集中留下，所以他每天努力緞練，成功練得超過30磅的肌肉，使他能在暮光之城系列續集中出現。《微軟網絡巨牆》的Michelle Lanz稱泰勒的改變可能能夠挽救他的事業。一些影評人讚揚泰勒，指他在《暮光之城》的成功中有一個很重要的角色，影評人莎朗·韦克斯曼指：「作為小報中的一個年輕偶像，他當然值得拿得的《暮光之城：新月》的$700,000,000全球票房。」泰勒的下腹已受到媒體特別的關注，《The Wrap》指各公司正尋找2011年亮相最多的年輕演員，大部分是未經試驗的下腹肌肉。《GQ雜誌》的Mickey Rapkin說：「泰勒的腹肌替電影解決了市場的營銷問題，他成為《新月》的話題。」他在雜誌《進入荷李活》，被命名為「荷李活五大腹肌」中的第一位。
作為18歲前的演員，泰勒的性感形象經常受到批評及爭議。2009年12月，泰勒穿了一件T恤出現於《滾石雜誌》，《E!網上雜誌》的Jennifer Cady說只要待幾個月，當泰勒到了該年齡，整件事將會變成合法。泰勒在該雜誌該問時，拒絕談及他跟泰勒·斯威夫特的約會後，該雜誌就傳出他成為同性戀者的報導，但他否認。雜誌《AfterElton》的專欄作家Brent Hartinger，炮轟該雜誌，以他們「一般人難以想象地不負責任」來追問，並評論說泰勒只是一個17歲的孩子，而傳言是來自某些博客和粉絲的猜測，是毫無根據的傳言，那些「合法媒體」將閒話打印出來，這是令人失望的事。Hartinger續說該雜誌達到了一個「新低」，並沒有共同的行為準則，雖然泰勒演出成年人似的角色，但指這裡沒有兒童跟成人的界線。
泰勒指他自己並不想人們只知道他的外表，就如一些人所賦予他的知名度及人氣，而不是他實際的演技。在一個訪問時有演員透露，指他在電影《情人節快樂》內有一場赤裸的場景，他說在對白中我們走進學校Willy就脫下他的襯衣，我就說：「嘩嘩嘩，暫停，他想在學校中脫下他的襯衣？不不不，我在《新月》中脫下襯衣是因為小說是這樣寫的，並且它背後另有原因的。」泰勒後來說他如果沒需要的話就不會為任何角色袒露胸膛2010年6月，他成為了《GQ雜誌》的封面。演員諷刺保守作家勞拉·英格拉漢姆的《奧巴馬日記》評論泰勒作為白宮復活蛋的吉祥物，以滿足他們健康意識的主題，和泰勒戴著一個毛茸茸的兔子頭並且赤膊上陣。2010年，泰勒於《魅力雜誌》的「50位最性感男士2010」名單中排行第2；《男士健康》的「十大夏日人士」當中排名第3
。此外，在2010年，他在《人物雜誌》的「最令人吃驚人士」當中排行第4。

## 私人生活
泰勒現時與父母及妹妹居於加州瓦倫西瓦，他說自己更喜歡沒有狗仔隊的追訪。泰勒指從來沒想過自己搬出來，他說：「我喜歡的是我的家庭生活並沒有改變，我還是會出外丟垃圾，我仍幫忙修剪草坪。」他還擁有一輛深色車窗，可保障私隱的BMW系列5的房車。
泰勒有一個複雜精細的訓練計劃，成為《男士健康》的封面，在《暮光之城2：新月》後，他努力鍛鍊自己的身體，並有一個特定的餐單。此外，他仍然經常定期進行武術的練習和訓練，他還表示自己沒有濫藥和酗酒。
由於暮光之城系列電影的成功，使泰勒過於忙碌而未能上學，他在2008年參加加州高中考試並且畢業。他曾在《大衛深夜Show》中表示，如果他不需要工作的話，他希望能夠重返校園，他現時正自修當地社區大學的網上課程。
2009年，泰勒跟美國創作歌手泰勒絲 (Taylor Swift) 和美國歌手賽琳娜·戈梅茲 (Selena Gomez) 浪漫地連結在一起。而他的前女友為莉莉·柯林斯 (Lily Collins)。
2012年，泰勒跟他前女友，薩拉·希克斯 (Sarah Hicks) 很親近，不排除復合的可能性。
2018年9月，網紅Tay Dome首次在Instagram上公開與男友泰勒的合照，10月，泰勒則首次在Instagram上公開與女友，網紅Tay Dome的合照。

## 作品
| 年份   | 電影名稱                                                            | 角色                                               | 頒獎禮／獎項                           | 結果 | 成績／備註                           |
| ------ | ------------------------------------------------------------------- | -------------------------------------------------- | -------------------------------------- | ---- | ------------------------------------ |
| 2001年 | Shadow Fury 《絕命複製人》                                          | Kismet (少年)                                      |                                        |      |                                      |
| 2003年 | The Bernie Mac Show 《伯尼麥克秀》                                  | Aaron                                              |                                        |      | 電視劇，演出兩集                     |
| 2004年 | My Wife and Kids 《我的妻兒》                                       | Tyrone                                             |                                        |      | 電視劇，演出一集                     |
| 2004年 | Summerland 《夏日樂園》                                             | 沙灘男孩                                           |                                        |      | 電視劇                               |
| 2004年 | The Nick & Jessica Variety Hour 《力克與潔西嘉的綜藝時間》          |                                                    |                                        |      | 電視節目                             |
| 2005年 | Danny Phantom 《幻影丹尼》                                          | Youngblood (聲演)                                  |                                        |      |                                      |
| 2005年 | Duck Dodgers 《太空英雄鴨》                                         | Reggie Wasserstein / Terrible Obnoxious Boy (聲演) |                                        |      | 電視劇，演出兩集                     |
| 2005年 | What's New, Scooby-Doo? 《史酷比》                                  | Dennis / Ned (聲演)                                |                                        |      | 電視劇，演出兩集                     |
| 2005年 | The Adventures of Sharkboy and Lavagirl in 3-D 《鯊膽小英雄》       | 鯊魚男孩                                           | 青少年藝術獎 最佳劇情片男主角          | 提名 |                                      |
| 2005年 | Cheaper by the Dozen 2 《一打親上親》                               | Elliot Murtaugh                                    |                                        |      |                                      |
| 2006年 | Love, Inc. 《愛情公司》                                             | Oliver                                             |                                        |      |                                      |
| 2006年 | He's a Bully, Charlie Brown 《他是個惡霸，查理布朗》                | Joe Agate (聲演)                                   |                                        |      | 電視特輯                             |
| 2008年 | My Own Worst Enemy 《我自己最壞的敵人》                             | Jack Spivey                                        |                                        |      | 電視劇                               |
| 2008年 | Twilight 《暮光之城：無懼的愛》                                     | 雅各·布雷克                                        | 尖叫獎 突破表現男演員                  | 獲獎 |                                      |
| 2008年 | Twilight 《暮光之城：無懼的愛》                                     | 雅各·布雷克                                        | MTV電影頒獎典禮 最佳突破表現男演員     | 提名 |                                      |
| 2009年 | The Twilight Saga: New Moon 《暮光之城2：新月》                     | 雅各·布雷克                                        | 尼克頻道兒童選擇獎 最喜愛電影演員      | 獲獎 |                                      |
| 2009年 | The Twilight Saga: New Moon 《暮光之城2：新月》                     | 雅各·布雷克                                        | 尼克頻道兒童選擇獎 最可愛戀人          | 獲獎 | 與姬絲汀·史超域共同獲得              |
| 2010年 | Valentine's Day 《情人節快樂》                                      | Willy Harrington                                   | 年青人選擇獎 選擇電影：接吻            | 提名 | 與泰勒·斯威夫特共同獲得              |
| 2010年 | Valentine's Day 《情人節快樂》                                      | Willy Harrington                                   | 年青人選擇獎 選擇電影：化學作用        | 提名 | 與泰勒·斯威夫特共同獲得              |
| 2010年 | Valentine's Day 《情人節快樂》                                      | Willy Harrington                                   | MTV電影頒獎典禮 最佳接吻               | 提名 | 與泰勒·斯威夫特共同獲得              |
| 2010年 | Valentine's Day 《情人節快樂》                                      | Willy Harrington                                   | 金酸莓獎 最糟糕熒幕團隊                | 提名 |                                      |
| 2010年 | Twilight Saga: Eclipse 《吸血新世紀3：月蝕傳奇》                    | 雅各·布雷克                                        | 年青人選擇獎 選擇電影男演員：幻想      | 獲獎 |                                      |
| 2010年 | Twilight Saga: Eclipse 《吸血新世紀3：月蝕傳奇》                    | 雅各·布雷克                                        | 人民選擇頒獎典禮 最喜愛螢幕團隊        | 獲獎 | 與姬絲汀·史超域及羅拔·柏迪臣共同獲得 |
| 2010年 | Twilight Saga: Eclipse 《吸血新世紀3：月蝕傳奇》                    | 雅各·布雷克                                        | 尖叫獎 最佳幻想男演員                  | 提名 |                                      |
| 2010年 | Twilight Saga: Eclipse 《吸血新世紀3：月蝕傳奇》                    | 雅各·布雷克                                        | 尼克頻道兒童選擇獎 最佳飛吻            | 提名 | 與姬絲汀·史超域共同獲得              |
| 2010年 | Twilight Saga: Eclipse 《吸血新世紀3：月蝕傳奇》                    | 雅各·布雷克                                        | 人民選擇頒獎典禮 最喜愛電影演員        | 提名 |                                      |
| 2010年 | Twilight Saga: Eclipse 《吸血新世紀3：月蝕傳奇》                    | 雅各·布雷克                                        | 金酸莓獎 最糟糕電影演員                | 提名 |                                      |
| 2010年 | Twilight Saga: Eclipse 《吸血新世紀3：月蝕傳奇》                    | 雅各·布雷克                                        | 金酸莓獎 最糟糕電影組合                | 提名 | 整個劇組                             |
| 2011年 | Abduction 《在劫難逃》                                              | Nathan Price                                       | 年青人選擇獎 選擇動作電影男演員        | 獲獎 |                                      |
| 2011年 | Twilight Saga: Breaking Dawn (Part 1) 《吸血新世紀4：破曉傳奇上集》 | 雅各·布雷克                                        | 兒童選擇獎 最受歡迎“牛人”獎            | 獲獎 |                                      |
| 2011年 | Twilight Saga: Breaking Dawn (Part 1) 《吸血新世紀4：破曉傳奇上集》 | 雅各·布雷克                                        | 年青人選擇獎 選擇電影男演員：科幻/幻想 | 提名 |                                      |
| 2011年 | Twilight Saga: Breaking Dawn (Part 1) 《吸血新世紀4：破曉傳奇上集》 | 雅各·布雷克                                        | 金酸莓獎 最糟糕電影演員                | 提名 |                                      |
| 2011年 | Twilight Saga: Breaking Dawn (Part 1) 《吸血新世紀4：破曉傳奇上集》 | 雅各·布雷克                                        | 金酸莓獎 最糟糕熒幕情侶                | 提名 | 與姬絲汀·史超域共同獲得              |
| 2012年 | Twilight Saga: Breaking Dawn (Part 2) 《吸血新世紀4：破曉傳奇下集》 | 雅各·布雷克                                        | MTV電影頒獎典禮 最佳沒襯衫表現演員     | 獲獎 |                                      |
| 2012年 | Twilight Saga: Breaking Dawn (Part 2) 《吸血新世紀4：破曉傳奇下集》 | 雅各·布雷克                                        | 金酸莓獎 最糟糕配角                    | 獲獎 |                                      |
| 2012年 | Twilight Saga: Breaking Dawn (Part 2) 《吸血新世紀4：破曉傳奇下集》 | 雅各·布雷克                                        | 金酸莓獎 最糟糕熒幕情侶                | 獲獎 | 與美瑾霍兒共同獲得                   |
| 2012年 | Twilight Saga: Breaking Dawn (Part 2) 《吸血新世紀4：破曉傳奇下集》 | 雅各·布雷克                                        | 金酸莓獎 最糟糕熒幕組合                | 獲獎 |                                      |
| 2013年 | Grown Ups 2 《亞當等大人2》                                         | Andy                                               |                                        |      |                                      |
| 2015年 | Tracers 《極限快遞》                                                | Cam                                                |                                        |      |                                      |
| 2015年 | The Ridiculous 6 《滑稽六人組》                                     | Lil' Pete                                          |                                        |      |                                      |
| 2016年 | Run the Tide 《踏浪奔流》                                           | Reymond Hightower                                  |                                        |      |                                      |

## 外部連結
- 泰勒·洛納在互联网电影资料库（IMDb）上的資料（英文）
- （页面存档备份，存于）